# ユーラシア大語族
ユーラシア大語族（ユーラシアだいごぞく、Eurasiatic）は、ユーラシアの多くの語族を内包する大語族の仮説。欧亜語族（おうあごぞく）ともいう。本大語族は100年以上前から提唱されており、ジョセフ・グリーンバーグの1990年の案が最も有名である。
ユーラシア大語族の下位語族は案によって変動があるが、典型的にはアルタイ諸語（モンゴル諸語、ツングース諸語、テュルク諸語）、チュクチ・カムチャツカ語族、エスキモー・アレウト語族、インド・ヨーロッパ語族、ウラル語族（グリーンバーグはウラル・ユカギール語族としている）が含まれる。
またカルトヴェリ語族、ドラヴィダ語族、ニブフ語、エトルリア語、日本語、朝鮮語、アイヌ語を含む案もある。またより大きな括りとしてユーラシア大語族をノストラティック大語族に含む考えもある。しかし、これらの説は、一般に有効とはみなされていない。

## 分布の歴史
メリット・ルーレンは、ユーラシア大語族の地理的分布は、ユーラシア大語族とデネ・コーカサス大語族が別々に移住拡散した結果であるとしている。2つの大語族うち、デネ・コーカサス大語族が古くに拡散し、ユーラシア大語族はより最近拡散したとしている。ユーラシア大語族の拡大により、デネ・コーカサス語族はほとんど駆逐され、結果、その話者はユーラシア語族の話者に囲まれた孤立した集団（ピレネー山脈のバスク人、コーカサス山脈のコーカサス人、ヒンドゥークシュ山脈のブルショー人）に限定されたとしている。ルーレンは、ユーラシア大語族は、デネ・コーカサス語族よりも、強力で明確な証拠によって同系性が裏付けられていると主張しているが、これはユーラシア大語族より前にデネ・コーカサス大語族の分岐拡散が起こったことを示している。

## 大語族としての位置づけ
- ボレア大語族
  - ノストラティック大語族
    - ユーラシア大語族
    - アフロ・アジア語族、ドラヴィダ語族

  - アメリンド大語族
  - デネ・コーカサス大語族
  - オーストリック大語族